# Alcidion inornatum
Alcidion inornatum är en skalbaggsart som beskrevs av Monné M. A. och Monné M. L. 2007. Alcidion inornatum ingår i släktet Alcidion och familjen långhorningar. Inga underarter finns listade i Catalogue of Life.